# The Trail of Hate
The Trail of Hate er en amerikansk stumfilm fra 1922 af William Hughes Curran.

## Medvirkende
- Guinn "Big Boy" Williams som Silent Kerry
- Molly Malone som Mary Stockdale
- J. Gordon Russell som Jack Beecker
- Andrée Tourneur som 'Sunny' Kerry
- Sydney Harris som Stockdale
- Maurine Chadwick som Carmencita
- William Hackett